# Mary Reynolds (Landschaftsarchitektin)
Mary Reynolds (* 1974) ist eine irische Gärtnerin, Landschaftsdesignerin, Autorin und Umweltaktivistin. Sie gewann 2002 als zu der Zeit jüngste Teilnehmerin eine Goldmedaille bei der Chelsea Flower Show. Dies und ihre Karriere als Landschaftsarchitektin inspirierten das biografische Drama Dare to Be Wild (2016). Bekannt ist auch ihr 2016 veröffentlichtes Buch The Garden Awakening.

## Leben
Reynolds wuchs mit ihren Eltern und fünf Geschwistern, von denen sie die jüngste ist, auf einer Farm in Wexford, Irland, auf. Ihr Vater, Séan Reynolds, arbeitete als Bodenwissenschaftler und Landwirt, die Mutter, Teresa, als Lehrerin. In ihren persönlichen Anekdoten behauptet Reynolds, ihre Faszination für die Natur schon in jungen Jahren entwickelt zu haben, wobei sie sich oft auf eine Kindheitserinnerung bezieht, in der sie sich auf der Familienfarm verirrte und spürte, wie die Pflanzen „leaning towards me […] fighting for my attention. They wanted me to know that they were part of my family“.
Reynolds studierte Landschaftsdesign am University College Dublin und schloss mit einem Diplom in Landschaftsgärtnerei ab. Reynolds lebt als Alleinerziehende mit ihren zwei Kindern in ihrer Heimatstadt Wexford.
Sie bekennt sich öffentlich zu einer früheren Beziehung mit Christy Collard, einem Green-Build-Architekten, der Reynolds bei der Gestaltung ihres preisgekrönten Celtic Sanctuary unterstützte. Reynolds war begierig auf seine Unterstützung für ihren Entwurf und folgte Collard daher zu seinem Aufforstungsprojekt in Äthiopien, was zu einer kurzen Romanze führte, die auch in der Verfilmung Dare to be Wild aufgegriffen wurde.

## Projekte
Sowohl in ihren Schriften als auch in Interviews bezieht sich Reynolds oft auf ihr keltisches Erbe in Bezug auf die Magie und Energien, die in der Natur zu finden sind. In einem Interview mit dem Irish Examiner erklärte Reynolds, sie sei nicht religiös, sondern habe ihren Glauben in der Natur gefunden. Sie macht Gebrauch von traditionellen keltischen Symbolen und anderer Folklore in ihren Landschaftsentwürfen; wie z. B. Druidenthrone, Obelisken oder eine schlafende Feenskulptur im Delta Sensory Garden. In einem Podcast aus dem Jahr 2019 nannte Reynolds ihren Garten „einen universellen Briefkasten, aus dem man seine Wünsche und Absichten hinausschicken kann“, und verglich den Prozess der Gartenarbeit mit „Stricken oder Weben eines magischen Zaubers“.
Reynolds ist eine aktive Figur in der irischen Umweltaktivistenszene, die für ihre Bemühungen zur Förderung eines nachhaltigen Lebensstils bekannt ist. Im Jahr 2017 arbeitete sie als Kursleiterin im Irish National Heritage Park in Wexford, wobei sich ihre Bemühungen auf die Wiederherstellung oder „Heilung“ des Landes in seinen natürlichen, wilden Zustand konzentrierten.

### Chelsea Flower Show
Reynolds Beitrag für die Chelsea Flower Show 2002 wurde in Minzblätter eingewickelt an die Royal Horticultural Society eingereicht. Ein Auszug aus dem Text lautet: „People travel the world over to visit untouched places of natural beauty, yet modern gardens pay little heed to the simplicity and beauty of these environments“ Alle Teilnehmer mussten einen Nachweis über Sponsorengelder in Höhe von £150.000 zur Finanzierung ihres Gartens erbringen. Zu den von ihr eingereichten Unterlagen gestand Reynolds später: „It was very carefully worded so no actual amount was mentioned; [my sponsors] gave me a pound, so it wasn’t a complete fib.“ Später sicherte sie sich aber genügend Unterstützung, um ihren Garten zu bauen.
Um den Bau ihres Gartens abzuschließen, nahm Reynolds die Hilfe von Christy Collard und anderen Mitarbeitern des irischen Gartenbauunternehmens Future Forests in Anspruch. Ihr Entwurf mit dem Titel Tearmann sí - A Celtic Sanctuary wurde mit einer Goldmedaille ausgezeichnet und fand landesweit Beachtung. Die Installation beinhaltete einen Mondtorbogen, der einen Weg hinunter zu vier steinernen Druidenthronen führte, die eine Feuerschale über einem Teich umgaben. Der Garten war von traditionellen Trockenmauern aus Stein umgeben und beherbergte über 500 einheimische irische Pflanzen, wie z. B. Weißdorn.
Reynolds Installation wurde von Prinz Charles besucht, einem regelmäßigen Teilnehmer der Chelsea Flower Show, der sich mit Reynolds unterhielt, als sie ihren Garten besichtigten.

### Weitere Gartenprojekte

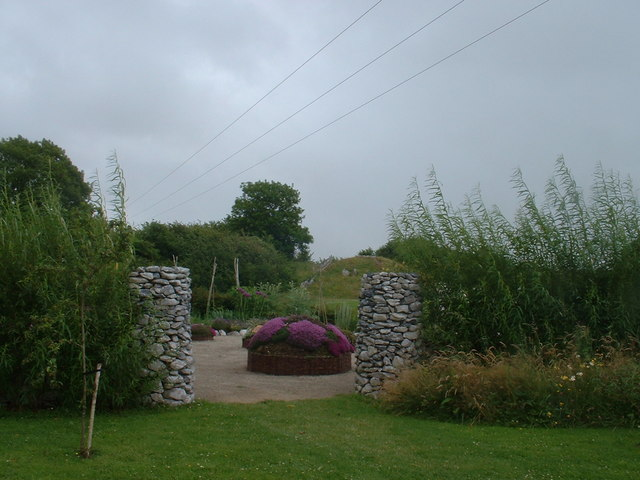
Lughnasa (Herbst)-Garten in Brigit's Garden, Galway

Nach ihrem Erfolg bei der Chelsea Flower Show wurde Reynolds von der britischen Regierung gebeten, einen Garten für die Royal Botanic Gardens in Kew zu entwerfen. Reynolds gab an, dass der Entwurf von W. B. Yeats Gedicht The Stolen Child inspiriert wurde. Er enthielt eine große Steinskulptur einer schlafenden Fee.
Reynolds wurde beauftragt, einen Garten in den Delta Sensory Gardens, innerhalb des Delta Centre in Carlow, Irland, zu gestalten. Der Garten ahmt den in den Royal Botanic Gardens nach, da er ebenfalls eine steinerne, mit Moos bedeckte Fee zeigt, die von einer Vielzahl von einheimischen irischen Tieren umgeben ist. Der Garten zeigt auch einige Formschnitt-Skulpturen des irischen Gärtners Martin Monks.
Brigit's Garden befindet sich in Galway, Irland. Der Garten wurde von Mary Reynolds im Auftrag der Besitzerin Jenny Beale entworfen. Beale wünschte sich vier zentrale Gärten, die jeweils von den keltischen Jahreszeitenfesten Samhain, Imbolc, Bealtaine und Lughnasa inspiriert sind. In jedem Garten steht eine Skulptur, die von lokalen Künstlern im Auftrag von Beale geschaffen wurde. Eine Kalksteinmauer windet sich durch den gesamten Garten und der Lughnasa-Garten hat Kreise aus Kalksteinobelisken.
Der New Ross Library Park befindet sich in Wexford, Irland. Der Park ist von der irischen Mythologie und historischen Schriften inspiriert. Er verfügt über ein Clog Mór-Amphitheater und eine Sonnenuhr, die von Eamonn Hore und dem Bildhauer Liam O’Neill entworfen wurde. Die im Park gepflanzten Bäume stehen in Wechselwirkung mit dem Ogham-Alphabet, das auf einem steinernen Gehweg dargestellt ist.
Weitere ausgewählte Gartenprojekte von Reynolds sind:
- Cornwall Seaside Garden am Camel Quarry House in Cornwall mit einer terrassen- und spiralförmigen Steinmauer[10][14]
- Celtic Gardens im Monart Destination Spa in Wexford mit steinernen Brücken und einem terrassierten Wasserfall[15]
- The Convent Gardens und The Tree Of Life Garden am Díseart Visitor Centre im County Kerry, Irland.[16]
- Buncloch Garden oder Foundation Stone Garden am Farmleigh House in Castleknock, Irland, enthält einen kleinen Garten zur Erinnerung an die Proklamation der Irischen Republik in 1916[17]
- Dachterrassengärten in Dublin mit Bewässerung und verschiedenen Pflanzen und Bäumen[18]

### We Are The Ark
Das Projekt We Are The Ark wurde von Reynolds 2018 mit dem Ziel gegründet, Umweltaktivismus international zu fördern, in dem Gärten der Natur zurückgegeben werden, um die Artenvielfalt zu erhöhen. Ausgangspunkt war ihre Beobachtung, wie lokale Fauna aus einem Gelände verschwand, während es entwickelt wurde. Reynolds Webseite leitet Teilnehmende an, eine natürliche Oase zu bauen, in der einheimische Pflanzen und Fauna in einer sich selbst erhaltenden Umgebung gedeihen können.

## The Garden Awakening
Reynolds erstes Buch The Garden Awakening: Designs to Nurture Our Land and Ourselves ist ein Lehrbuch, in dem sie für nachhaltige Gartenbaupraktiken durch „Waldgärtnern“ wirbt und gleichzeitig ihre spirituelle Verbindung zur irischen Landschaft durch die Begriffe und Symbole des keltischen Heidentums beschreibt. In ihrem Text behandelt Reynolds die Praxis der Permakultur und der natürlichen Landwirtschaft, Futtersuche, Geflügelhaltung, Kompostierung und Bienenzucht. Das Buch enthält Illustrationen der Künstlerin Ruth Evans, neben Zeichnungen und architektonischen Skizzen von Reynolds selbst, und ein Vorwort des US-Autors Larry Korn.
Die Publikation wurde von Jane Goodall empfohlen, die erklärte, das Buch helfe den Lesern, „im Einklang mit der Natur“ zu sein und ihren Gärten ein „Gefühl von Zuhause“ zu geben. Weitere Empfehlungen kamen von Tim Smit, Mitbegründer des Eden Project, und James Alexander-Sinclair, Richter und Ratsmitglied der Royal Horticultural Society.

## Dare to be Wild
Der abendfüllende Film Dare to be Wild (deutsch Im Herzen wild) wurde im März 2015 auf dem Jameson International Film Festival in Dublin uraufgeführt. Er zeigt die Schauspieler Emma Greenwell und Tom Hughes. Der Film ist ein biografisches Drama über Reynolds’ Leben vor und während der Chelsea Flower Show 2002 und zeigt Szenen und Sets, die nach Fotos nachgebaut wurden, einschließlich einer vollständigen physischen Neuinstallation von Reynolds’ preisgekröntem Garten auf der Show. Regie führte die Umweltschützerin Vivienne De Courcy, die zu dem Film inspiriert wurde, nachdem sie und Reynolds nach einem Gartendesign-Auftrag Freundinnen wurden. ′′Dare to Be Wild′′ wurde zunächst in britischen Kinos und dann auch international gezeigt.